# روکوت
روکوت (به لاتین: Rokowt) یک منطقهٔ مسکونی در افغانستان است که در ولایت بدخشان واقع شده‌است.